# 22299 Georgesteiner
22299 Georgesteiner este un asteroid din centura principală de asteroizi.

## Descriere
22299 Georgesteiner este un asteroid din centura principală de asteroizi. A fost descoperit pe 15 aprilie 1990 la Observatorul La Silla de Eric Walter Elst. Asteroidul prezintă o orbită caracterizată de o semiaxă mare de 2,53 ua, o excentricitate de 0,06 și o înclinație de 11,4° în raport cu ecliptica.